# 日本背燈魚
日本背燈魚（学名：Notoscopelus japonicus）为輻鰭魚綱燈籠魚目灯笼鱼科的其中一種。分布于西北太平洋的日本海域，為深海魚類，棲息深度0-785公尺。

## 扩展阅读
維基物種上的相關：日本背燈魚